# Yogi Ferrell
Kevin Duane "Yogi" Ferrell Jr. (Greenfield, Indiana, 9 de mayo de 1993) es un baloncestista estadounidense que pertenece a la plantilla del KK Budućnost Podgorica de la ABA Liga. Con 1,83 metros de estatura, juega en la posición de base.

## Trayectoria deportiva

### Universidad
Jugó cuatro temporadas con los Hoosiers de la Universidad de Indiana, en las que promedió 14,5 puntos, 3,2 rebotes y 4,6 asistencias por partido. En todas las temporadas recibió galardones por parte de la Big Ten Conference, apareciendo el primer año en el mejor quinteto de novatos, en el segundo mejor quinteto absoluto en 2014, y en el mejor en 2015 y 2016. En su última temporada, además de ser elegido Atleta del Año de la Universidad de Indiana, fue incluido en el segundo equipo All-American por Sporting News y en el tercero por Associated Press y la NABC. Acabó su carrera como el Hoosier con más asistencias en la historia de la universidad y el sexto máximo anotador.

#### Estadísticas
| Año     | Equipo  | PJ  | PT  | MPP  | %TC  | %3P  | %TL  | RPP | APP | ROB | TPP | PPP  |
| ------- | ------- | --- | --- | ---- | ---- | ---- | ---- | --- | --- | --- | --- | ---- |
| 2012–13 | Indiana | 36  | 36  | 28.1 | .403 | .303 | .798 | 2.8 | 4.1 | .8  | .2  | 7.6  |
| 2013–14 | Indiana | 32  | 32  | 33.8 | .413 | .400 | .824 | 3.0 | 3.9 | .8  | .0  | 17.3 |
| 2014–15 | Indiana | 34  | 34  | 34.9 | .439 | .416 | .860 | 3.2 | 4.9 | .7  | .0  | 16.3 |
| 2015–16 | Indiana | 35  | 35  | 34.7 | .458 | .420 | .829 | 3.8 | 5.6 | 1.1 | .0  | 17.3 |
| Total   | Total   | 137 | 137 | 32.8 | .432 | .399 | .830 | 3.2 | 4.6 | .8  | .1  | 14.5 |

### Profesional
Tras no ser elegido en el Draft de la NBA de 2016, disputó las ligas de verano con los Brooklyn Nets. El 5 de agosto de 2016 acabó firmando contrato con el equipo, pero el 21 de octubre fue despedido tras disputar tres partidos de pretemporada.
Tras ser adquirido por los Long Island Nets de la NBA D-League como jugador afiliado, el 9 de noviembre regresó a los Brooklyn Nets, haciendo su debut en la liga ante los New York Knicks ese mismo día, logrando 5 puntos y 3 asistencias en 14 minutos.
El 23 de julio de 2018 firmó con los Sacramento Kings.
Después de dos años en Sacramento, el 18 de diciembre de 2020, firma con Utah Jazz. Pero fue cortado al día siguiente.
El 11 de enero de 2021, los Cleveland Cavaliers le hacen un contrato de 10 días. Pero dos días más tarde, tras dos encuentros, fue cortado. Poco después fichó por los Salt Lake City Stars de la G League, con los que debutó el 10 de febrero de 2021.
El 19 de abril de 2021 firmó un contrato por diez días con Los Angeles Clippers, renovado posteriormente hasta el final de temporada.
El 10 de octubre de 2021, firma con el Panathinaikos de la A1 Ethniki para la temporada 2021/22.
El 30 de noviembre de 2021, firma por el KK Cedevita Olimpija de la ABA Liga.
El 29 de noviembre de 2023, firma por el KK Budućnost Podgorica de la ABA Liga.

## Selección nacional
Integró la selección universitaria de baloncesto de Estados Unidos que disputó la Universiada de 2013.

## Estadísticas de su carrera en la NBA

### Temporada regular
| Año     | Equipo        | PJ  | PT | MPP  | %TC  | %3P  | %TL   | RPP | APP | ROB | TPP | PPP  |
| ------- | ------------- | --- | -- | ---- | ---- | ---- | ----- | --- | --- | --- | --- | ---- |
| 2016-17 | Brooklyn      | 10  | 0  | 15.1 | .367 | .296 | .625  | 1.2 | 1.7 | .2  | .2  | 5.4  |
| 2016-17 | Dallas        | 36  | 29 | 29.1 | .412 | .403 | .877  | 2.8 | 4.3 | 1.1 | .2  | 11.3 |
| 2017-18 | Dallas        | 82  | 21 | 27.8 | .426 | .373 | .796  | 3.0 | 2.5 | .8  | .1  | 10.2 |
| 2018-19 | Sacramento    | 71  | 3  | 15.0 | .435 | .362 | .896  | 1.5 | 1.9 | .5  | .1  | 5.9  |
| 2019-20 | Sacramento    | 50  | 0  | 10.6 | .420 | .304 | .857  | 1.0 | 1.4 | .4  | .1  | 4.4  |
| 2020-21 | Cleveland     | 2   | 0  | 20.0 | .381 | .333 | .000  | 3.5 | 2.5 | 1.5 | .5  | 9.5  |
| 2020-21 | L.A. Clippers | 8   | 0  | 12.0 | .333 | .316 | 1.000 | 1.5 | 2.1 | .5  | .3  | 4.6  |
| Total   | Total         | 259 | 53 | 20.1 | .420 | .365 | .835  | 2.1 | 2.3 | .6  | .1  | 7.7  |

### Playoffs
| Año   | Equipo        | PJ | PT | MPP | %TC  | %3P  | %TL | RPP | APP | ROB | TPP | PPP |
| ----- | ------------- | -- | -- | --- | ---- | ---- | --- | --- | --- | --- | --- | --- |
| 2021  | L.A. Clippers | 9  | 0  | 1.7 | .400 | .000 | —   | .3  | .3  | .0  | .0  | .4  |
| Total | Total         | 9  | 0  | 1.7 | .400 | .000 | —   | .3  | .3  | .0  | .0  | .4  |